# Rhamphorhynchidae

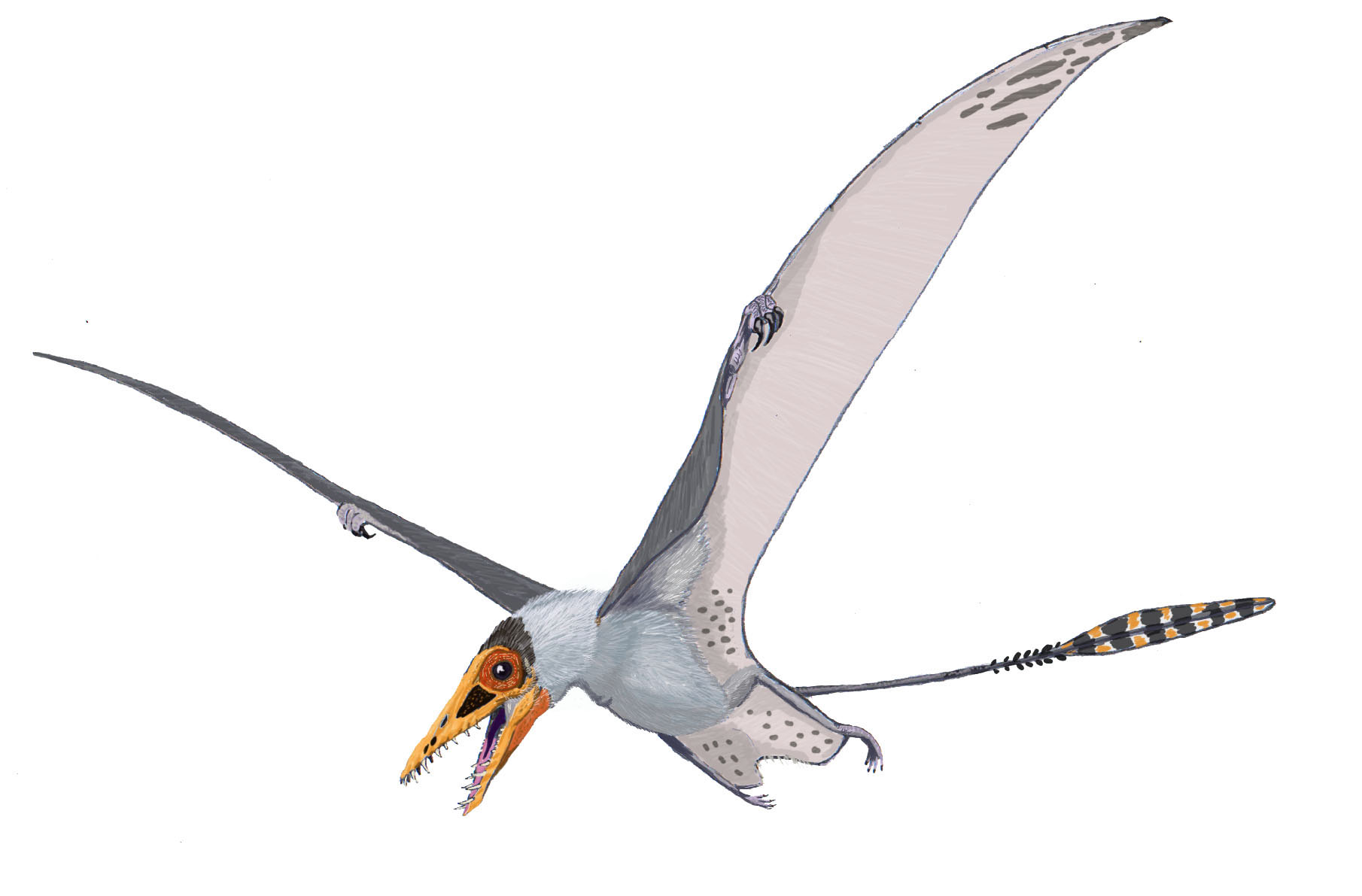
Lebendrekonstruktion von Sordes pilosus

Die Rhamphorhynchidae sind eine Familie langschwänziger Flugsaurier, deren fossile Zeugnisse man vor allem auf der Nordhalbkugel in Sedimentgesteinen vom Unter- bis zum Oberjura fand.

## Merkmale
Die Tiere waren klein bis mittelgroß. Ihr Schädel war niedriger und gestreckter als der der Anurognathidae und Dimorphodontidae. Die Schädelfenster waren, im Vergleich zu den beiden anderen Familien, klein. Meist war die knöcherne Augenhöhle das größte Schädelfenster. Die Zähne waren einspitzig und entweder nach vorne stehend, lang und schmal oder senkrecht im Kiefer sitzend und kürzer. Die Spitze des Kiefers kann zahnlos sein und war bei den zahnlosen Arten eventuell mit einer Hornscheide versehen.
Wie alle ursprünglichen Flugsaurier hatten die Rhamphorhynchidae relativ kurze Mittelhandknochen. Das Kreuzbein (Sacrum) bestand aus drei oder vier zusammengewachsenen Kreuzwirbeln. Im Becken sind das Sitzbein (Ischium) und das Schambein (Pubis) zur Ischiopubisplatte verwachsen, bei kleinen Arten aber durch eine Inzisur getrennt.
Das Ende des langen Schwanzes war bei Rhamphorhynchus mit einem senkrecht stehenden, rhombischen oder dreieckigen Schwanzsegel versehen. Bei Sordes lässt sich nur eine Verdickung des Schwanzendes erkennen, bei allen anderen Rhamphorhynchidae ist kein Schwanzsegel nachzuweisen.

## Unterfamilien und Gattungen
- Rhamphorhynchinae
  - Angustinaripterus
  - Bellubrunnus
  - Dearc[2]
  - Dorygnathus
  - Nesodactylus
  - Rhamphocephalus
  - Rhamphorhynchus
  - Sericipterus[2]
- Scaphognathinae
  - Cacibupteryx
  - Harpactognathus
  - Pterorhynchus
  - Scaphognathus
  - Sordes